# Carex ericetorum
Carex ericetorum là một loài thực vật có hoa trong họ Cói. Loài này được Pollich mô tả khoa học đầu tiên năm 1777.

## Hình ảnh

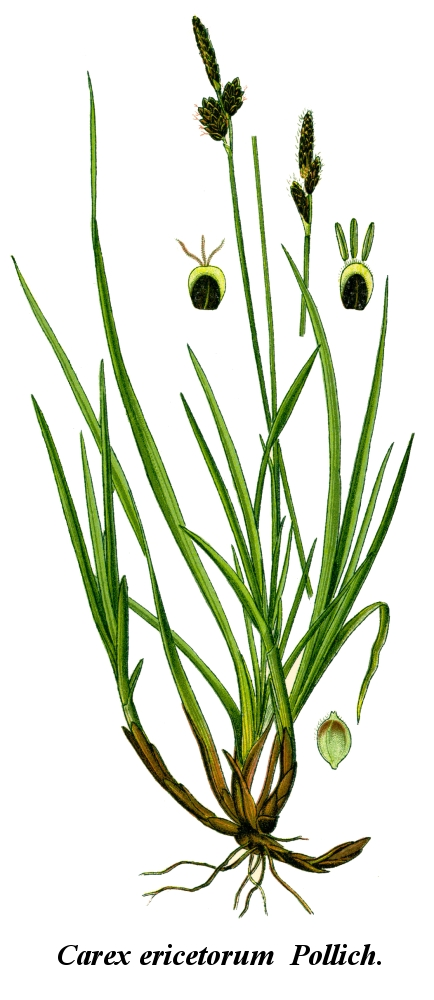
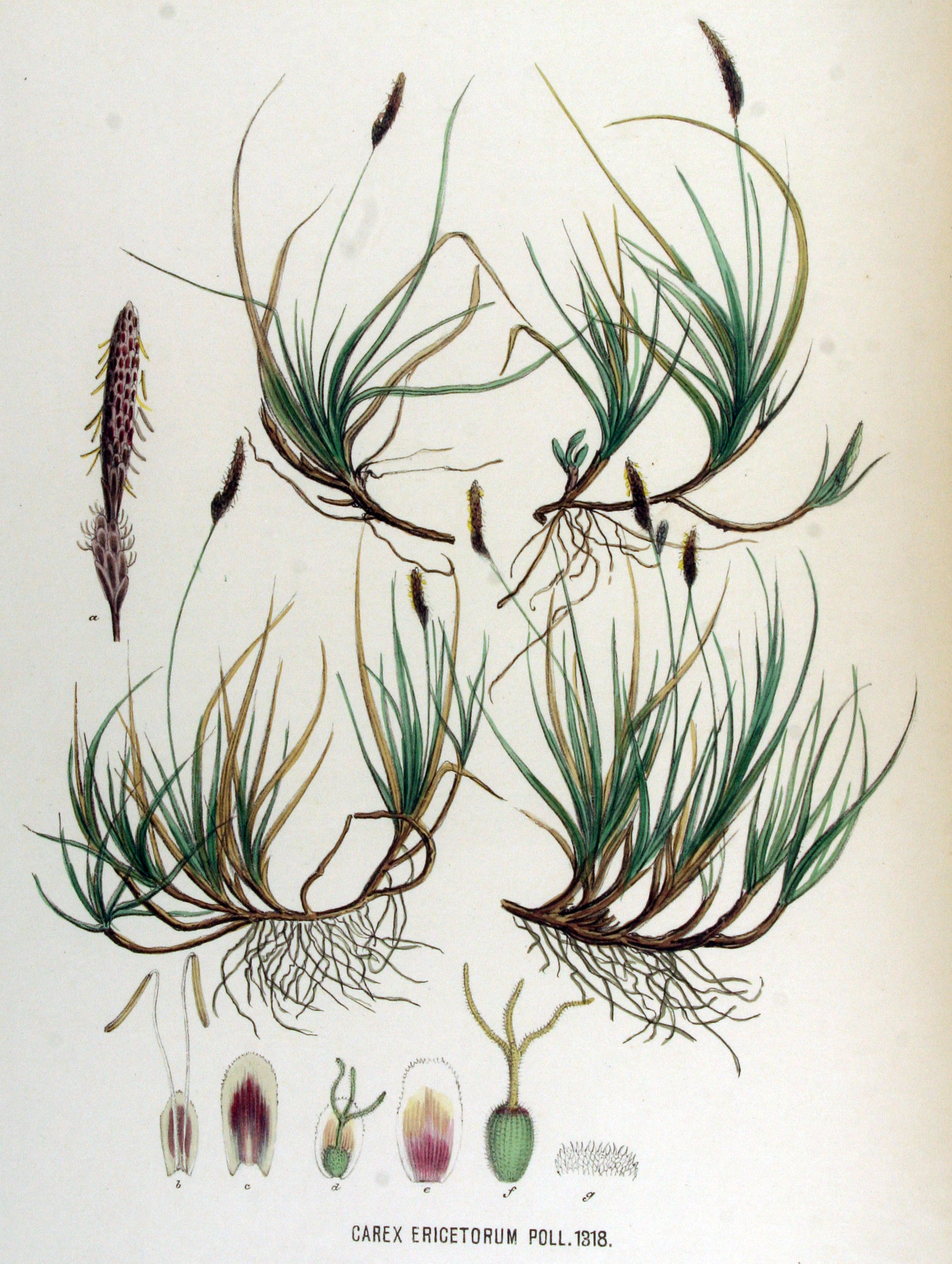
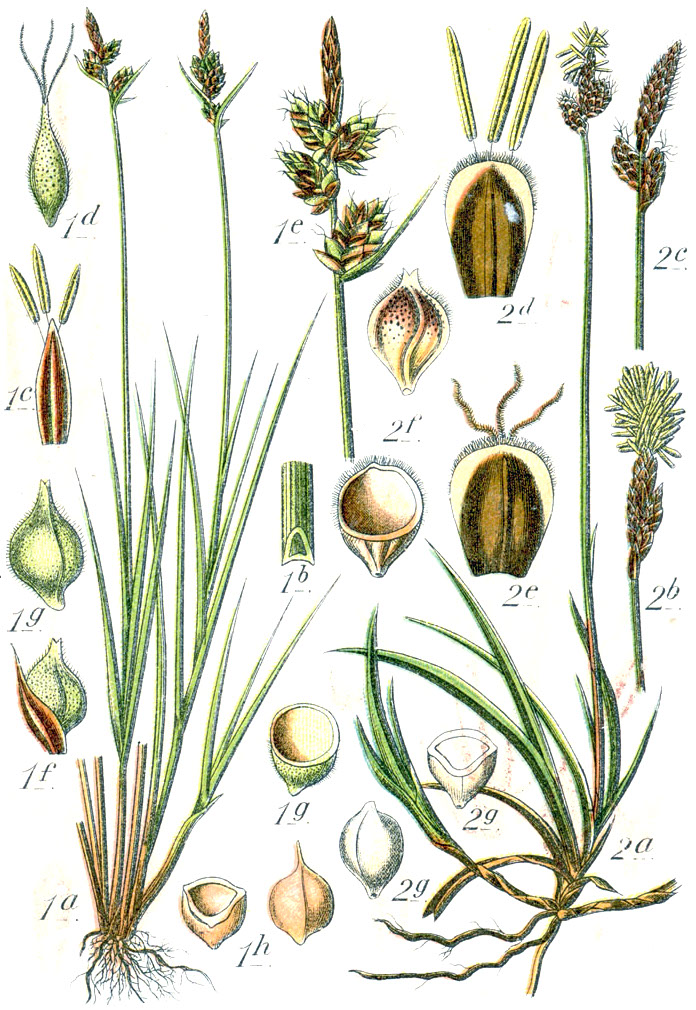